# Rhoptropus afer
Rhoptropus afer — вид геконоподібних ящірок родини геконових (Gekkonidae). Мешкає в Анголі і Намібії.

## Опис
Довжина Rhoptropus afer (без вразхування хвоста) становить 50 мм. Верхня частина тіла пістрява, сірувато-коричнева, покрита дрібними округлими лусками, що допомагає геконам маскуватися серед гравію. Горло, нижня частина хвоста і кінцівки яскраво-жовті, Лапи довгі, пальці на них довгі, за винятком короткого центрального пальця. Кінчики пальців широкі, на нижній стороні центрального пальця є 5-6 спеціальних структур, які дозволяють геконам ходити по вертикальним поверхням.

## Поширення і екологія
Rhoptropus afer мешкають в прибережних районах пустелі Наміб на крайньому південному заході Анголи (південь Намібе) та в західній Намібії. Вони живуть в кам'янистих пустелях, на сухих гравійних рівнинах, серед каміння. Зустрічаються на висоті до 600 м над рівнем моря. Ведуть денний спосіб життя, живляться переважно мурахами і жуками. В жаркі і вітряні дні вони можуть охолодитися, залізши на підвищення і піднявшись над гарячою поверхнею скелі. Порівняно з іншими геконами, Rhoptropus afer скоріше бігають, наж лазять. При яскравому освітленні їх швидкість може становити 2,5 м/сек, що гекони використовують, ховаючись від потенційних хижаків. Однак, при тьмяному освітленні, наприклад, в туманні дні, їх максимальна швидкість значно нижча.